# Jean-Baptiste d’Ornano (1742–1794)
Jean-Baptiste d’Ornano (ur. 1742, zm. styczeń 1794) – francuski hrabia, generał i dyplomata w czasach panowania Ludwika XV i Ludwika XVI.
W czasach Ludwika XV wyróżnił się w wojnach tego króla, uzyskał rangę pułkownika, później brygadiera i generała brygady (maréchal de camp). Ludwik XVI mianował go gubernatorem Bajonny i ministrem pełnomocnym w rokowaniach z Hiszpanią o wytyczenie ostatecznej granicy między obydwoma państwami w Pirenejach. Pertraktacje z plenipotentem hiszpańskim dom Luisem de Caro zakończyły się pomyślnie, a linia graniczna do dziś nosi nazwę Ligne d'Ornano (Linia d'Ornano).
Zginął w czasie rewolucji francuskiej w styczniu 1794 roku.